# Мухаммед Али (боксёр, Египет)
Мухамед Реда Али (англ. Mohamed Reda Aly; род. 19 февраля 1975, Каир, Египет) — египетский боксёр, выступавший в тяжёлой весовой категории. Серебряный призёр Олимпийских игр (2004), серебряный призёр Всеафриканских игр (2003) в любителях.

## Любительская карьера
В 2003 году на Африканских играх в Нигерии Мухаммед Али завоевал второе место.
На Олимпийских играх в Афинах в 2004 году участвовал в боксёрских поединках в супертяжёлой категории (свыше 91 кг) и завоевал серебряную медаль. В полуфинале он повредил себе руку и не смог участвовать в финале, поэтому россиянин Александр Поветкин получил первое место без боя.